# Pfarrgehöft Dorfstraße 31 (Ketzür)
Das ehemalige Pfarrgehöft in der Ketzürer Dorfstraße 31 im Ortsteil Ketzür der Gemeinde Beetzseeheide ist ein unter Denkmalschutz stehendes Pfarrhaus mit zugehörigen Stall- beziehungsweise Scheunenanlagen.

## Bauwerk

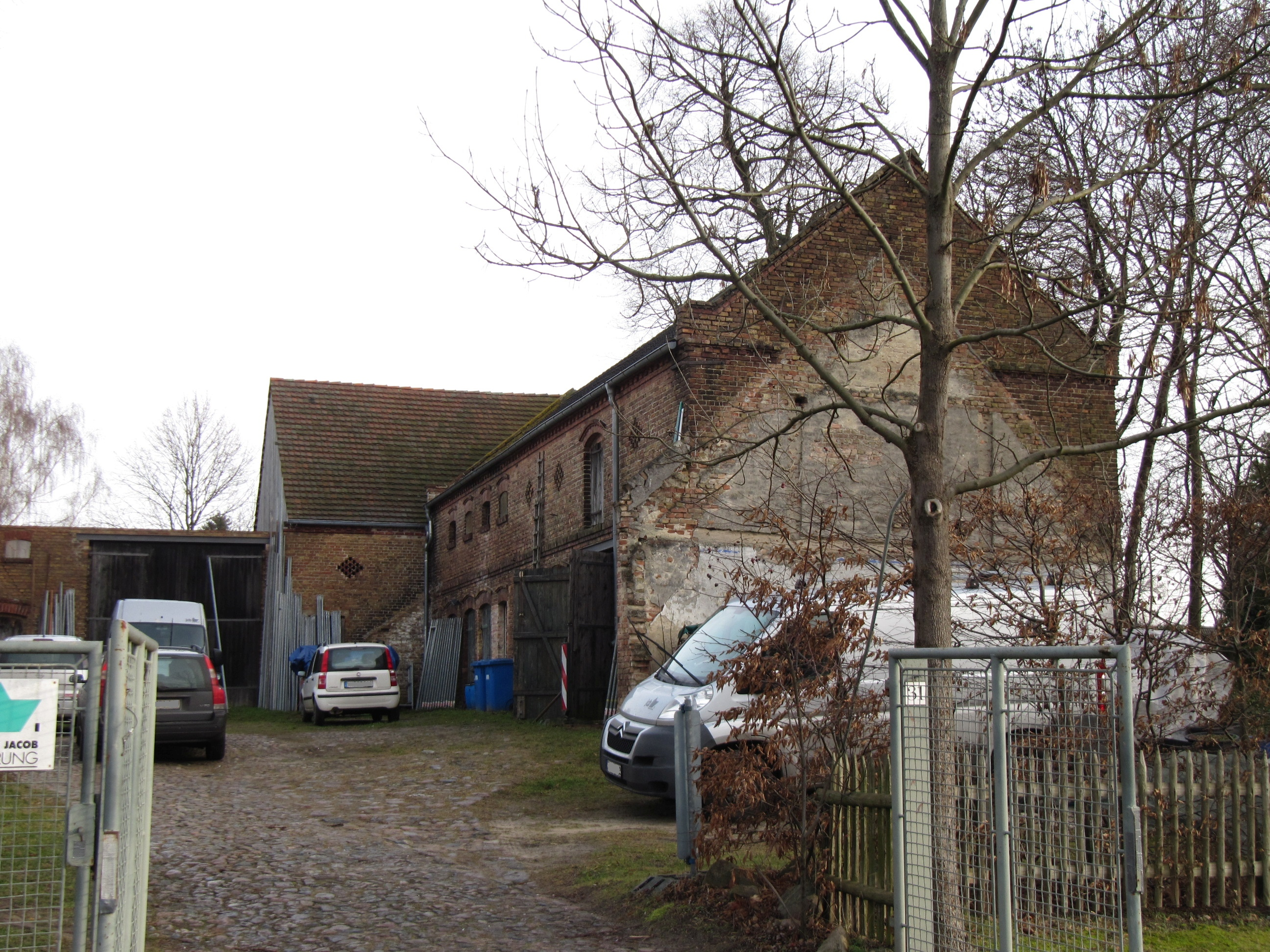
Die Hofgebäude

Das ehemalige Pfarrhaus ist ein Putzbau mit weißem Anstrich. Es ist eingeschossig und steht traufständig zur Straße. Der Eingang ist über eine fünfstufige Freitreppe zu erreichen. Rechts des Eingangs gibt es drei, links ein Sprossenfenster. Seitlich der Fenster befinden sich jeweils leicht vorspringende Seitenrisalite mit Blendfenstern. Die flachen, horizontalen Verdachungen und profilierten Umrandungen des Eingangs, der Fenster und der Blenden sind gleich. Oberhalb der Fensterreihe befinden sich ein Fries und ein Traufgesims als Schmuckelemente. Die Fenster der giebelseitigen Nord- und Südwand des Hauses sind mit schmalen Faschen umrandet. Das Dach ist ein Satteldach, das mit Biberschwänzen eingedeckt ist. Einige moderne Dachfenster wurden installiert. 
Die Stall- beziehungsweise Scheunengebäude des Gehöfts sind mit Klinkern gemauert. Ein Teil der Hofgebäude ist abgerissen. Es befinden sich Gesimse, segmentbogige Fenster und Türen und gemauerte gitterartige Öffnungen in den Außenwänden.